# Fedorovka (ort i Kazakstan, Qostanaj)
Fedorovka (ryska: Fëdorovka) är en ort i Kazakstan.   Den ligger i oblystet Qostanaj, i den nordvästra delen av landet, 600 km väster om huvudstaden Astana. Fedorovka ligger 196 meter över havet och antalet invånare är 8 317.
Terrängen runt Fedorovka är mycket platt. Runt Fedorovka är det mycket glesbefolkat, med 6 invånare per kvadratkilometer. Det finns inga andra samhällen i närheten. Trakten runt Fedorovka består till största delen av jordbruksmark.